# Kaffee-HAG-Werk I

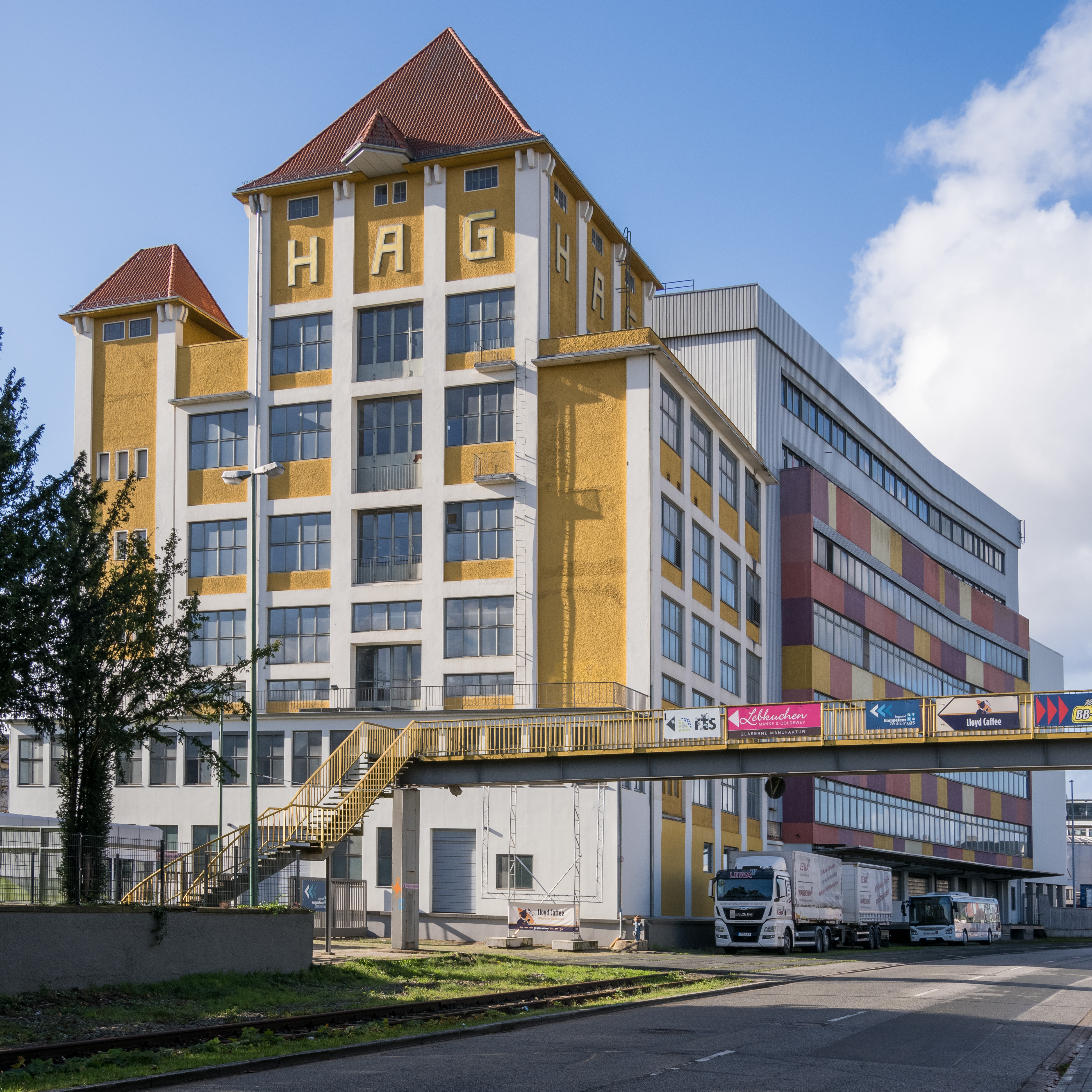
Kaffee Hag Werk I Südost-Ansicht (Cuxhavener Straße)

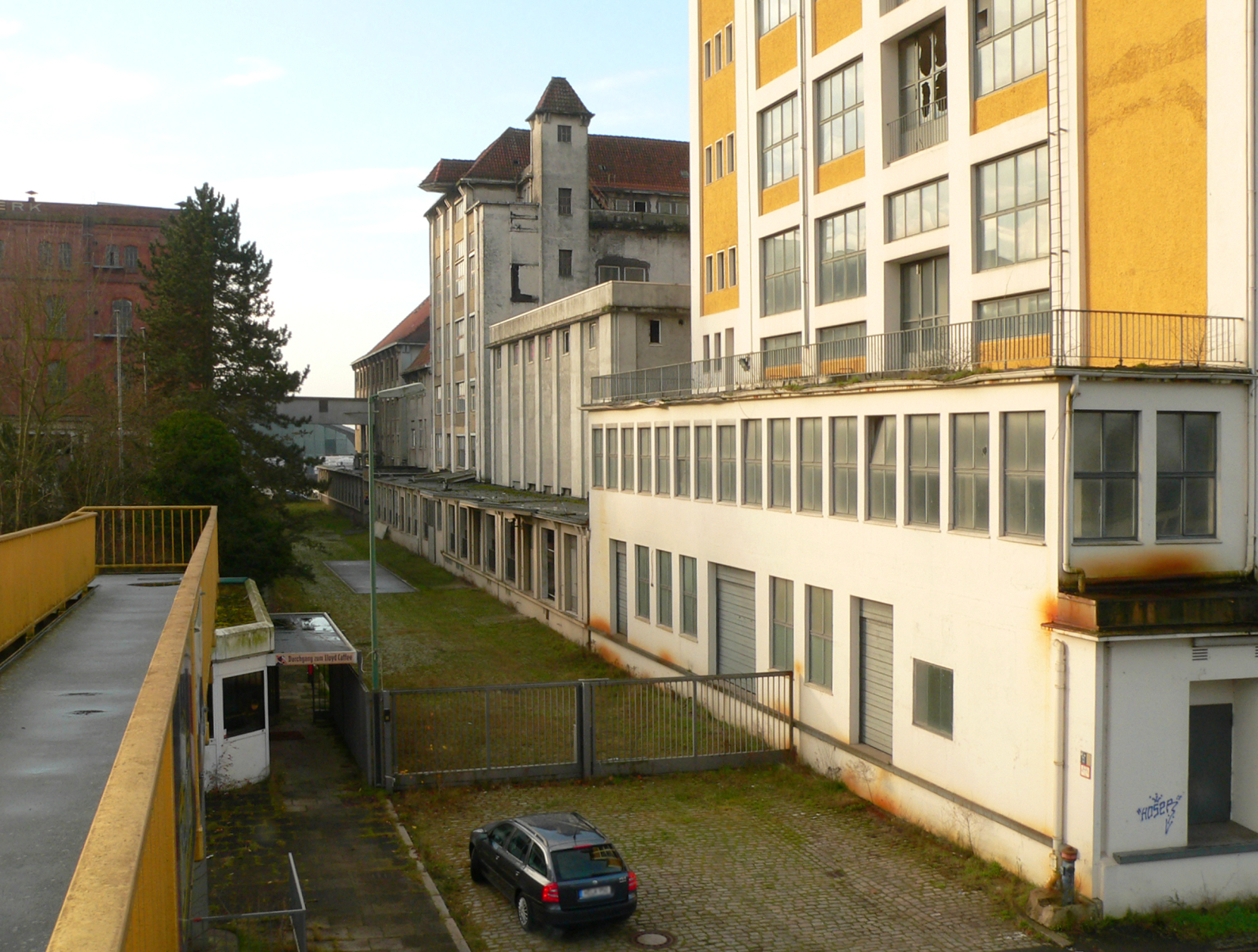
Blick in die Hagstraße mit dem Kaffee Hag Werk I

Das Kaffee-HAG-Werk I ist ein Fabrikkomplex am Bremer Holz- und Fabrikenhafen, der im Ortsteil Überseestadt des Stadtteils Walle liegt. Er wurde Anfang des 20. Jahrhunderts von Ludwig Roselius zur Herstellung des Produktes Hag Kaffee nach Entwurf von dem Bremer Architekten Hugo Wagner errichtet. Die Bauten gelten als hervorragendes Beispiel moderner Industriearchitektur und stellen ein hochrangiges Bremer Denkmal dar.

## Beschreibung
Der Komplex des Kaffee-HAG-Werks I in der Hagstraße und am Fabrikenufer besteht aus einer Reihe unterschiedlicher Baukörper, die scheinbar willkürlich aufeinander abfolgen und die keinen repräsentativen Anspruch aufweisen. Die Konstruktion unter Verwendung des Baumaterials Eisenbeton lässt sich stellenweise an der Fassade der Bauten ablesen. Die Fabrik ist architekturgeschichtlich prägend für die Reformbestrebungen im Fabrikneubau in der Zeit vor dem Ersten Weltkrieg. Diese Bauart nimmt zu Beginn der modernen Architektur viele Entwicklungen vorweg, die sich dann erst später durchsetzten.
Die Fabrik fand zur Zeit ihrer Errichtung breite Beachtung im Deutschen Reich, da sie als Vorbild für den modernen Industriebau im Sinne des Deutschen Werkbundes galt. Walter Gropius lobte den Fabrikbau und berücksichtigte ihn in der von ihm zusammengestellten Industriebauten-Ausstellung im Deutschen Museum für Kunst in Handel und Gewerbe.
Das Kaffee-HAG-Werk I hatte den Charakter einer kleinen Stadt und verfügte über eine Werkfeuerwehr. In den verschiedenen Einzelkomplexen des Firmengeländes waren zeitweise 19 Einzelunternehmen ansässig, die artverwandte Produkte herstellten, wie Schokolade aus der Tube und der Dose sowie Fliegerschokolade.

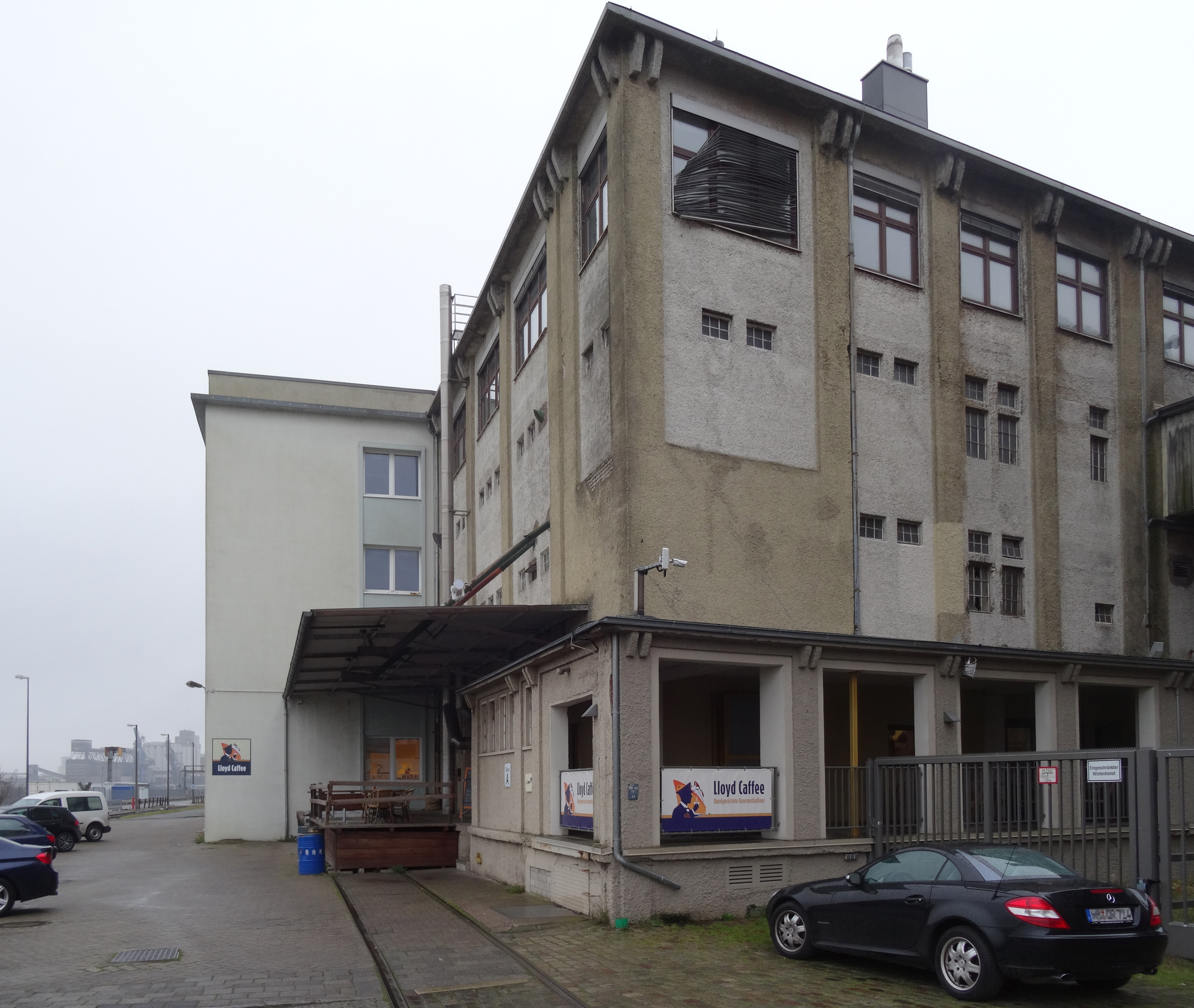
Gebäudeecke im Südwesten mit der Lloyd Kaffeerösterei
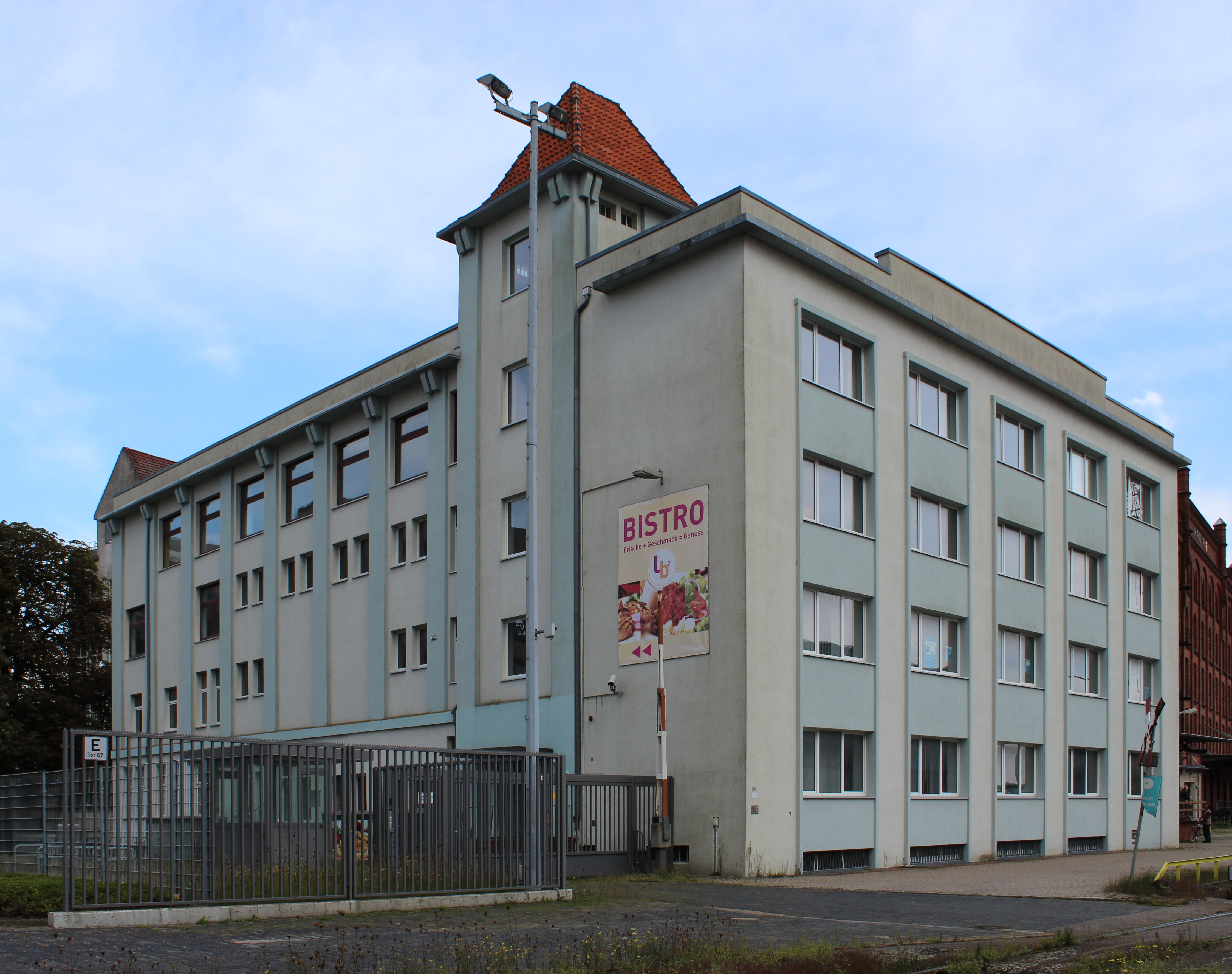
Gebäudeecke im Südwesten
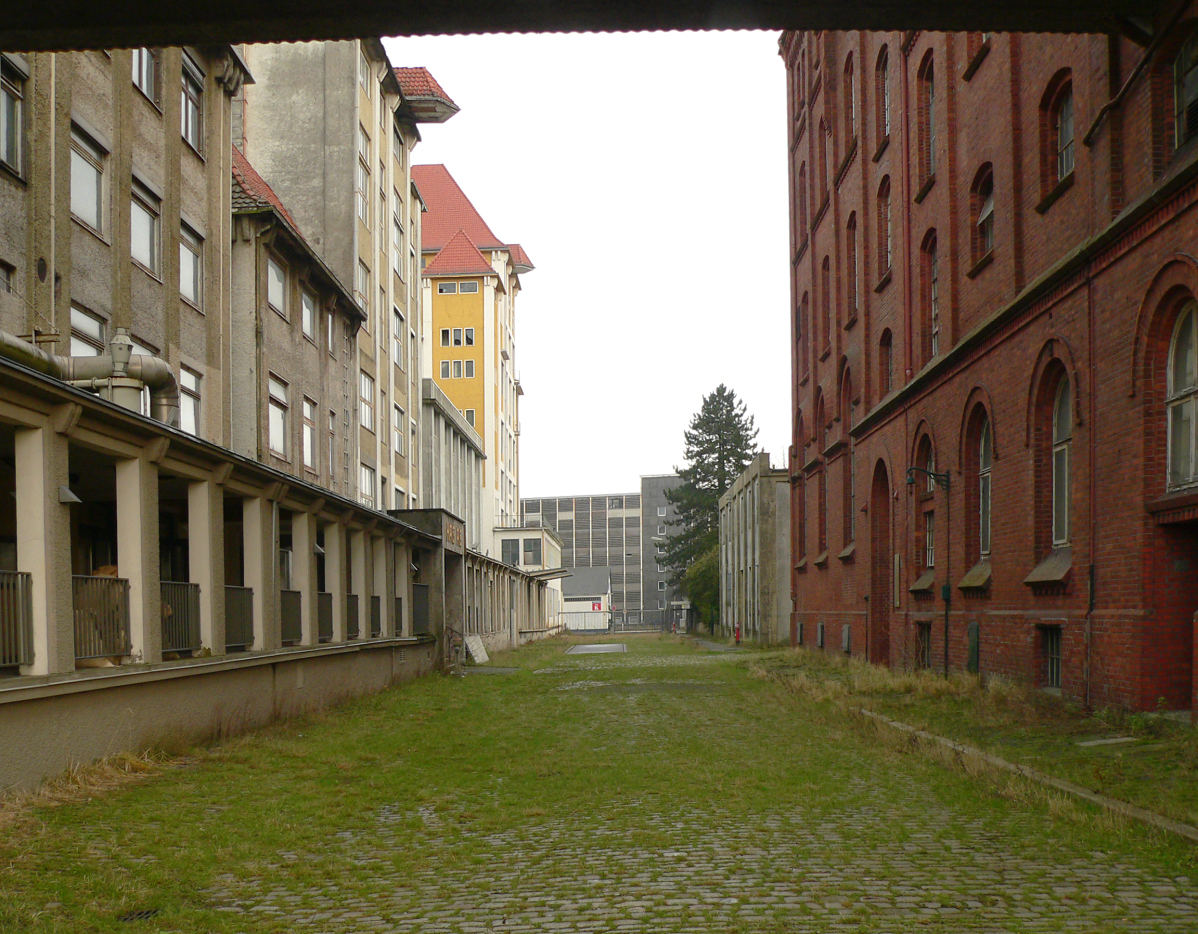
Hagstraße mit Kaffee-HAG-Werk I links, rechts das Kaffee-HAG-Werk II
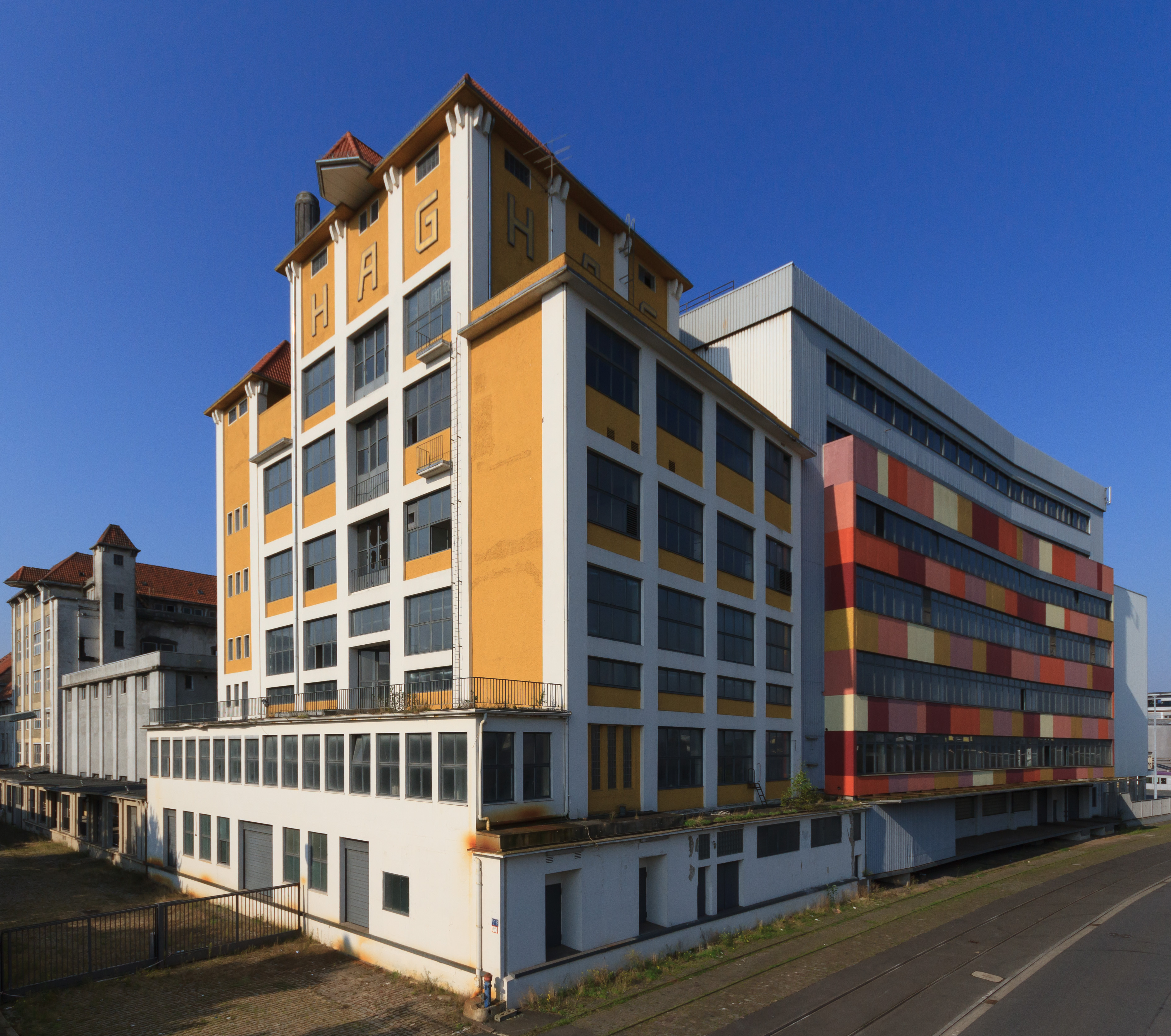
Gebäudekomplexe im Nordosten mit dem Hag-Turm
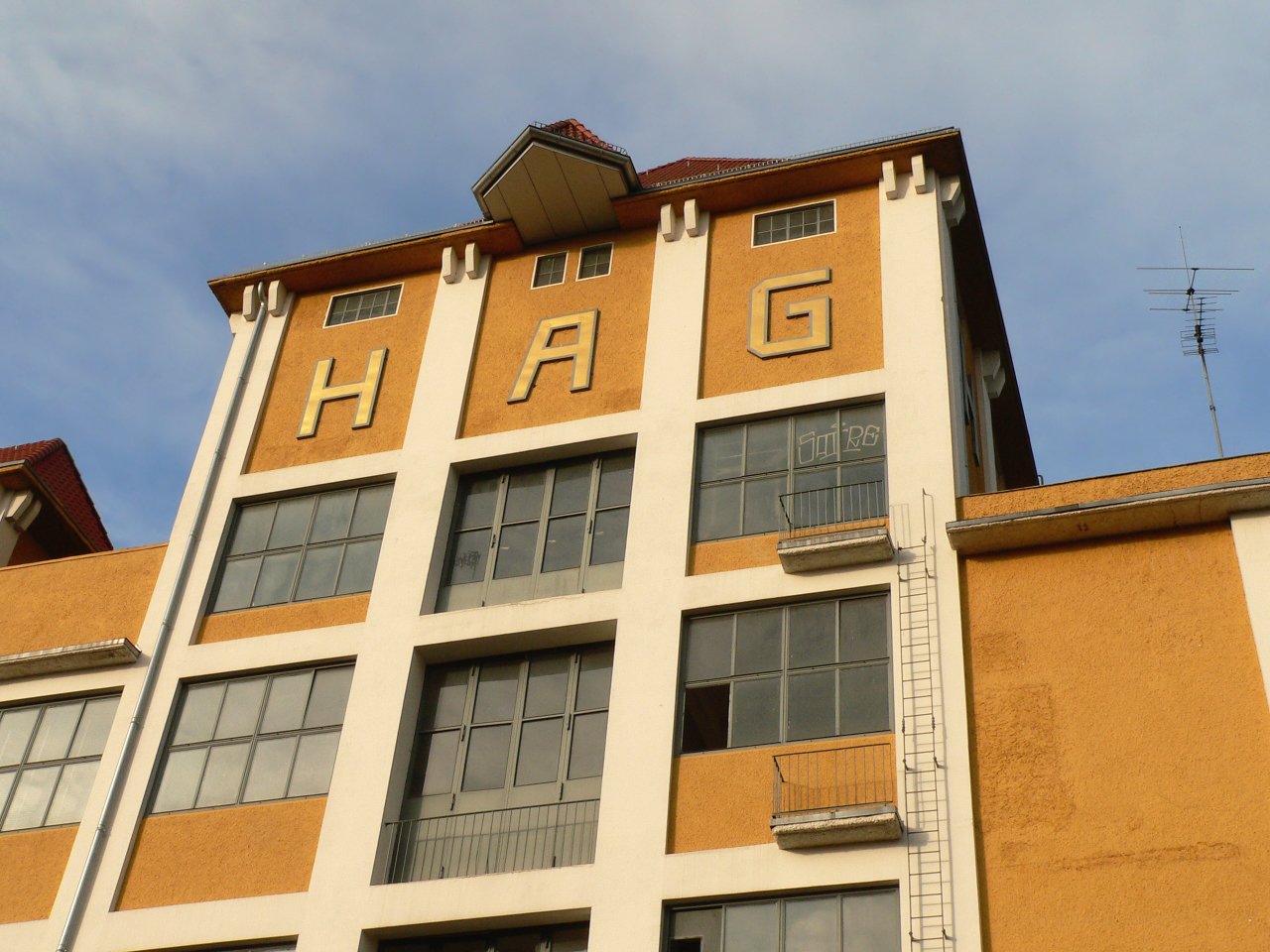
Der Hagturm

## Geschichte

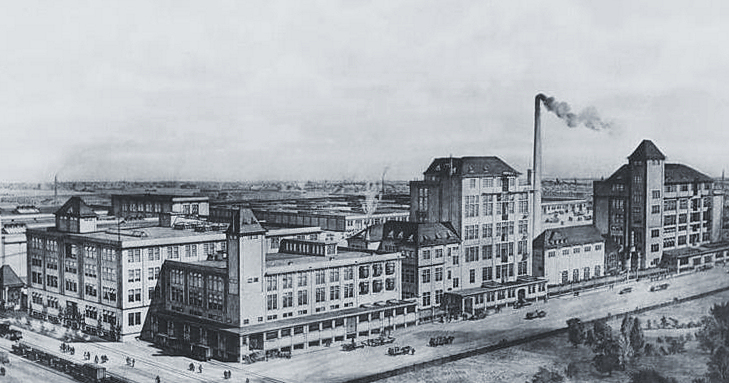
Das Werksgelände nach der Erweiterung von 1914, rechts der Hag-Turm

Das Werk entstand in den Jahren 1906 und 1907 nach Plänen des Architekten Hugo Wagner. 1914 und 1915 wurde der Fabrikkomplex vom Bremer Industriearchitekturbüro Hildebrand & Günthel  erweitert, wobei auch der  Marmorsaal entstand. Das Werk war ein Produktionsort für koffeinfreien Kaffee, der hier 
weltweit erstmals im industriellen Maßstab hergestellt wurde.
Nach jahrzehntelanger Nutzung des Werks zur Kaffeeproduktion verkaufte der Sohn des Unternehmensgründers 1979 die Firma Kaffee HAG an das US-amerikanische Unternehmen General Foods Corporation, die 1981 als Kaffee HAG AG mit der General Foods GmbH in Elmshorn zur HAG GF AG fusionierte. 1987 wurde die Produktion im Kaffee-HAG-Werk I weitgehend beendet. Ein Großteil der Betriebsgebäude steht seit 1994 leer; ein Teil der Werksgebäude wurde abgerissen.  2007 erwarb ein holländischer Investor das Fabrikgelände, der die Hallen und Gebäudeensembles weitervermietet. In einem der früheren Fabrikgebäude hat seit 2009 die Lloyd Kaffeerösterei ihren Sitz.